# Calliste à dos marron
Stilpnia preciosa
Espèce
Statut de conservation UICN

 LC  : Préoccupation mineure
Le Calliste à dos marron (Stilpnia preciosa) est une espèce d'oiseaux de la famille des Thraupidae. D'après Alan P. Peterson, c'est une espèce monotypique.

## Répartition
Cet oiseau peuple le sud de la forêt atlantique, le sud-est du Brésil, l'Uruguay et le nord-est de l'Argentine.